# برايان تايلور (معلق رياضي)
برايان تايلور (بالإنجليزية: Brian Taylor)‏ هو معلق رياضي أسترالي، ولد في 10 أبريل 1962 في ماندوراه في أستراليا.

## وصلات خارجية
- برايان تايلور على موقع AustralianFootball.com (الإنجليزية)
- برايان تايلور على موقع AFLtables.com (الإنجليزية)